# Briggs Terrace
Briggs Terrace es un área no incorporada ubicada en el condado de Los Ángeles en el estado estadounidense de California.

## Geografía
Briggs Terrace se encuentra ubicada en las coordenadas 34°14′27″N 118°13′36″O / 34.24083, -118.22667.